# Bonnier (unité)
Pour les articles homonymes, voir Bonnier.

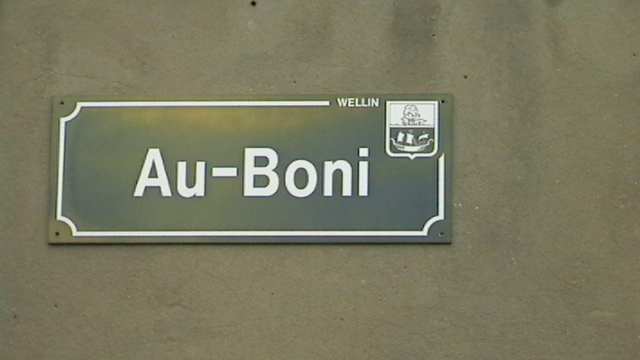
Rue de Wellin, d'un lieu-dit « Au Bonî » (Å bounî, Au Bonnier).

Un bonnier, aussi écrit bonier, était une unité de mesure de surface, anciennement utilisée dans les Flandres, le Duché de Brabant, le Comté de Hainaut, de Limbourg et la principauté de Liège, qui valait 140 ares ou 14 000 m2, et plus tard[Quand ?] 100 ares c’est-à-dire 1 hectare ou 10 000 m2.

## Bonnier à Nivelles
- 1 hectare ou 10 000 m2 soit :
- = 4 journaux (2 500 m2 le journal)
- = 20 grandes verges (500 m2 la grande verge)
- = 400 petites verges (25 m2 la petite verge)

## Bonnier liégeois
- Bonnier ou Bounî (variante : bonî) = 8 716 m2
- Journal = 1⁄4 de bonnier =  2 179 m2
- verges grandes = 20 petites verges = 435,8 m2
- petites verges = 21,79 m2

## Autres
Valeur de 94,62 ares à Moustier-sur-Sambre.

## Entreprise
- Société anonyme des Charbonnages du Bonnier, ancienne entreprise de la région de Liège en Belgique.
- Charbonnage des Six Bonniers, ancien charbonnage de la région de Liège, dépendant de la Société anonyme Ougrée-Marihaye.